# Tomasz Reggio
Tomasz Reggio, właśc. wł. Tommaso Reggio (ur. 9 stycznia 1818 w Genui, zm. 22 listopada 1901 w Triora) – włoski duchowny, arcybiskup, założyciel Zgromadzenia Sióstr św. Marty, błogosławiony Kościoła rzymskokatolickiego.
Urodził się w szlacheckiej rodzinie. Otrzymał święcenia kapłańskie w dniu 18 września 1841 roku. W 1877 roku został mianowany na biskupa Ventimiglia. W 1878 roku założył Zgromadzenie Sióstr św. Marty. W 1892 mianowano go arcybiskupem Genui. Potem poważnie zachorował na nagłą chorobę która rozpoczęła się na skutek bólu prawego kolana. Żadne zastosowane leki i nacięcia w kolanie nie zahamowały rozwoju choroby.
Zmarł w wieku 83 lat w opinii świętości. Jego pogrzeb odbył się w katedrze San Lorenzo w Genui.
Został beatyfikowany przez papieża Jana Pawła II w dniu 3 września 2000 roku.